# ۶۷ آسیا
سیارک ۶۷ آسیا (به انگلیسی: 67 Asia) شصت و هفتمین سیارک کشف شده‌است که در ۱۷ آوریل ۱۸۶۱ کشف شد.
قدر مطلق سیارک برابر ۸٫۲۸ است.